# Baïssangour de Benoï
Ne doit pas être confondu avec Olivier de Benoist.
Baïssangour de Benoï (en tchétchène : Бенойн БойсгӀар ; en russe : Байсангур Беноевский), né en 1794 à Benoï (en) (Dourdzouk'ethi (en)) et mort le 3 mars 1861 à Khassaviourt (Russie), est un militaire, résistant et homme d'État tchétchène. 
Il joue un rôle clé dans la guerre du Caucase en tant qu'adjoint (naïb) de l'imam Chamil, puis comme imam de la Tchétchénie après sa reddition (en). À ce titre, il est l'un des organisateurs du soulèvement tchétchène de 1860-1861 (ru) au cours duquel il est capturé par l'envahisseur russe. 

## Biographie
De nationalité tchétchène, il est issu du clan (taïp) Benoï (ru) de la confédération (toukkhoum) Nokhchmakhkakhoï (ru), dont sont également issus d'autres chefs militaires tchétchènes, comme Soultan-Mourad Benoïevski (ru), Dalkhan Khodjaïev, Ramzan Tsakaïev et d'autres. 
Selon l'historien Dalkhan Khodjaïev, il est né en 1794 dans le village fortifié (aoul) de Benoï (en) au sein de la famille du paysan Barchka'i du genre Edi Nek'e,,,. On dispose de peu d'informations sur sa vie avant les années 1830, mais on sait qu'il participe au soulèvement mené par Beïboulat Taïmiev (en) en 1825-1826,.
En 1828, lorsque Gazi-Mouhammad est proclamé imam du Daghestan, il rejoint son mouvement. Benoï devient alors un des fiefs de Gazi-Mouhammad en Tchétchénie. La journaliste russe Maria Tchitchagova (ru) écrit à ce sujet en 1889 : « Les habitants de ce village, entouré d'une jungle forestière, ont toujours été rebelles et n'ont pas caché leur haine envers les Russes. Ils accordèrent volontiers l'hospitalité à Chamil ». 
Selon l'historien Boulatch Gadjiev (ru), il adhère en 1834 au mouvement de libération nationale des montagnards du Daghestan et de Tchétchénie et, en 1839, sa famille accueille les défenseurs d'Akhoulgo (en), à savoir Chamil et ses mourides.

## Naïb de l'imam Chamil
En 1845, lors de la bataille de Dargo, Baïssangour perd son bras gauche, et en 1847, il perd son œil gauche. Cette même année, lors de la défense de Guerguebil (en), sa jambe gauche est arrachée par un éclat de canon. À la suite de cette grave blessure, il est capturé par les troupes tsaristes avant d'être délivré de ces dernières par les mourides de Chamil qui prennent d'assaut le convoi qui l'emmenait vers la forteresse russe de Grozny. Selon les légendes populaires, il était attaché à un cheval pour pouvoir rester en selle.
Le 25 août 1859, après le siège de la forteresse de Gounib (en), l'imam Chamil décide de se rendre. Baïssangour s'oppose à cette décision qu'il juge déshonorante et tente de le persuader de la possibilité de rompre l'encerclement russe pour poursuivre la résistance en Tchétchénie, mais rien n'y fait. Alors que Chamil s'avance vers les troupes russes, Baïssangour pointe son pistolet vers lui et crie son nom populaire (Chemal) à trois reprises sans qu'il ne se retourne. Lorsque le général russe chargé de recevoir sa reddition lui demande pourquoi il ne s'est pas retourné à l'appel de son compagnon d'arme, il répond : « Si je m'étais retourné, il m'aurait tué ». Le général russe lui demande alors : « Pourquoi [...] ne t'a-t-il pas tué tout simplement ? », ce à quoi il répond : « Les Tchétchènes ne tirent pas dans le dos ». Après cet évènement, Baïssangour et trois-cents assiégés parviennent à se frayer un chemin au travers des lignes ennemies et retournent à Benoï (en). 

## Imam de Tchétchénie
Le 8 mai 1860, avec les anciens naïbs de Chamil, Ouma Douïev (en) et Atabi Ataïev (ru), il lance un nouveau soulèvement en Tchétchénie (ru). En juin de la même année, ses hommes défont le général de division musulman ossète russe Moussa Koundoukhov (ru) au combat près de la ville de Pkhatchou. De leur côté, les hommes d'Ataïev paralysent les envois de renforts du commandant russe Nikolaï Ievdokimov (ru), tandis que ceux de Douïev libèrent les villages des gorges d'Argoun (ru) du contrôle russe. À cette époque, l'effectif total des insurgés atteint 1 500 hommes. En novembre, ils se battent contre 800 cosaques, 9 bataillons d'infanterie et 4 compagnies de fusiliers.

## Capture et mort
Alarmée par le soulèvement de Baïssangour (ru), l'armée russe décide d'agir immédiatement. Avec l'aide de Moussa Koundoukhov (ru), Nikolaï Golovatchev (en) et Artsou Tchermoïev (ru), l'armée russe commence à se rassembler autour du village de Belgatoï (en) grâce aux informations de renseignement antérieures sur l'emplacement de Baïssangour. Koundoukhov utilise la force brute et une brutalité extrême pour écraser tous les villages tchétchènes restants, détruisant 15 villages fortifiés (aoulov) au total. Perdant leur cachette, Baïssangour et ses hommes retournent à Benoï (en) et tentent d'y poursuivre la résistance, mais celle-ci est finalement écrasée et ils sont capturés le 17 février 1861.
Baïssangour est incarcéré à la prison de Khassaviourt et traduit devant une cour martiale présidée par le général de division Pavel Kemfert (ru), qui le condamne à mort. 
Le 3 mars 1861, il est emmené sur la place du village pour y être exécuté par pendaison avec courte chute. Alors qu'un bourreau volontaire est choisi au sein de la foule pour enlever le tabouret sous ses pieds contre de l'argent, Baïssangour décide de le pousser lui-même afin que sa mort ne serve pas de prétexte à une inimitié entre Tchétchènes et Daghestanais comme l'avaient espéré les Russes,. 

## Mémoire et image dans la culture populaire
- Dans un certain nombre de colonies de la république tchétchène et du Daghestan, des rues portent le nom de Baïssangour de Benoï ;
- Baïssangour est un personnage du roman historique d'Abouzar Aïdamirov (en), Longues nuits (ru), paru en 1972.
- La chanson Gounib (1991) d'Imam Alimsoultanov (en) est dédiée à la défense de Gounib (en) et à la participation de Baïssangour de Benoï à ces événements ;
- Les chansons Baïssangour (1997) et Gounib (1998) du barde tchétchène Timour Moutsouraïev lui rendent hommage ;
- En décembre 2020, le quartier d'Oktiabrsk à Grozny est renommé quartier de Baïssangour (ru) ;
- En août 2022, un monument à Baïssangour de Benoï est érigé à Grozny ;
- Fin 2023, un « bataillon du nom de Baïssangour de Benoï » est créé au sein du district du Caucase du Nord de la garde nationale russe.